# Bokros Lajos
Bokros Lajos András (Budapest, 1954. június 26. –) magyar közgazdász, egyetemi tanár, politikus, 2009–2014 között európai parlamenti képviselő, korábban a Horn-kormány második pénzügyminisztere, az 1990-es évek magyar költségvetési kiigazítási csomagjának névadója, a Közép-európai Egyetem korábbi vezérigazgatója. A róla elnevezett Bokros-csomag a rendszerváltozás óta a legnagyobb méretű gazdasági kiigazítás volt Magyarországon. A 2010-es magyarországi országgyűlési választáson az MDF miniszterelnök-jelöltje volt.

## Családja
Saját beszámolója szerint nagyszülői szinten kisparaszti-kispolgári családból származik. Apja és anyja a második világháború idején a Soli Deo Gloria ifjúsági mozgalomban tevékenykedtek, antifasiszta-népfrontos rendezvényeken vettek részt. Apja a háború után egy ideig Kiss Sándornak, a Parasztszövetség igazgatójának titkára volt. Családja ellenzéki hátteréről egy időben elterjedt vélekedés azonban legenda, szüleinek nem volt különösebb szerepük.
Édesapja, Bokros Lajos közgazdász és református presbiter. A családban erősen továbbélt a református hagyomány, Bokros nővérének keresztapja a Klauzál téri gyülekezet vezető lelkésze volt, Bokros apja pedig a lelkész legkisebb lányának keresztapja. Maga Bokros Lajos azonban már gyerekkorában sem volt hívő. „Ezt a szüleim már akkor is tiszteletben tartották. De erkölcsi értelemben hatott rám és mindmáig hat ez a családi környezet, beleértve a hívő ember teljes megbecsülését, feltétlen tiszteletét is” – mondta egy interjúban. 
Részben a családi hagyományoknak tulajdonította a szorgalomra és a saját erejéből való boldogulásra való késztetéseit is: „Ezen a ponton már a saját egyéniségem nagyobb súllyal esik latba. Én nem tagadom, hogy mindig büszke voltam a sikereimre, az eredményeimre, szerettem tanulni, versenyezni, nyerni. Például 16-szor voltam kitűnő tanuló az általános iskolában, aminek persze önmagában semmi értelme, de mégis. A tanulmányi versenyeket sorra megnyertem a felsőbb osztályosok előtt. Gimnáziumban én javítottam az egész suli földrajzdolgozatait. Az egyetem első félévében a harmadik legjobb eredményem volt, és három évig népköztársasági ösztöndíjas voltam.” Felesége Gyetvai Mária.

## Tanulmányai
Közgazdaságtant tanult a Marx Károly Közgazdaságtudományi Egyetemen (jelenleg Budapesti Corvinus Egyetem), népgazdaság tervezése szakon. 1976-ban, ötödévesként megpályázott egy ösztöndíjat Panamában. A feltétel az volt, hogy rövid idő alatt felsőfokon meg kellett tanulni spanyolul. Visszaemlékezése szerint 200 pályázóból öten nyerték el az ösztöndíjat.
Egy évet hallgatott nyelvészetet, irodalmat, gazdaságtörténetet és gazdaságpolitikát a panamai Állami Egyetemen. A katonai diktatúrából a polgári demokráciába való átmenetben lévő Panamában megtapasztalta a sajátos, USA-ellenes latin-amerikai baloldali légkört. Panamában és Costa Ricában ekkor gyűjtötte össze későbbi doktori disszertációja anyagát (A közép-amerikai iparosítás és integráció, a közép-amerikai közös piac fejlődéséről).
Diplomáját 1978-ban szerezte, majd 1980-ban közgazdasági doktori értekezését védte meg (az országos légvédelmi parancsnokság pénzügyi tisztjeként, mert miután hazatért, másodszor is behívták). Diplomájáról 1995-ben Morvai Ferenc kisgazda képviselő azt állította, hogy Bokros 50 dollárért vette a végzettségét igazoló munkát, mert a Panamai Egyetem levélben tájékoztatta, hogy soha nem volt Bokros Lajos nevű hallgatójuk. A plágiumvádat 2012-ben a JESZ újra előhozta, és a Corvinus Egyetem vezetőségétől kérték, vizsgálják ki, hogy Bokros Lajos valóban maga készítette-e doktoriját. Bokros mindkét esetben cáfolta a vádakat.

## Politikában

### Karrierje a rendszerváltásig
1980 és 1986 közt a Pénzügyminisztériumhoz tartozó Pénzügykutató Intézetben dolgozott. A nyolcvanas években „Rikárdó Dávid” néven írt a szamizdatokban közgazdasági cikkeket. 1987 és 1989 között a Magyar Nemzeti Bank (MNB) közgazdasági főosztályvezető-helyettese volt, 1989 és 1991 közt az MNB ügyvezetője. 1990 és 1995 között a Budapesti Értéktőzsde elnöke, ezzel párhuzamosan 1990 és 1991 között az Állami Vagyonügynökség vezetője, majd 1991 és 1995 között a Budapest Bank elnök-vezérigazgatója volt. Az 1990-es választásokon a budapesti területi listáról az MSZP színeiben került be a parlamentbe, azonban két hónappal később lemondott. Az MSZP-be hol belépett, hol elhagyta. Párttagságát saját elmondása szerint 1991-ig tartotta meg.

### Pénzügyminiszterként (1995-96)
1995. március 1-je és 1996. február 29-e között pénzügyminiszter volt. Ugyanazon a napon lett pénzügyminiszter, amikor a kiigazítási csomagja társszerzőjének tekintett Surányi György a Magyar Nemzeti Bank elnöke. Miniszterként Békesi Lászlót követte, utóda a későbbi miniszterelnök, Medgyessy Péter volt. (A gazdasági kiigazítást sürgető Békesi lemondása után Horn Gyula miniszterelnök először Medgyessyt kérte fel pénzügyminiszternek, aki azonban nem vállalta, illetve más forrás szerint a koalíciós partner SZDSZ őt nem fogadta el. Békesi egyben Horn pártbéli riválisa is volt, a párton kívüli Bokros, akit Suchman Tamás ajánlott és végül elvállalta a posztot, azonban nem.)
Politikusként Bokros Lajos sokáig tartotta a közvéleménykutatás népszerűtlenségi rekordját: 1995 októberében a Medián Közvélemény- és Piackutató Intézet 9%-os „népszerűségi” rátát mért számára.
Politikai helyzetének megromlásához hozzájárult, hogy pénzügyminiszterré való kinevezésekor a Budapest Banktól való távozása miatt 16 millió forint „végkielégítést” kapott, illetve hogy a bankkonszolidációból kimaradt Budapest Banknak titokban 12 milliárd forintos tőkejuttatást nyújtott.
Rövid, de konfliktusokkal teli pénzügyminisztersége idején többször is azzal fenyegetett, hogy le fog mondani, erről viccek is születtek. Amikor végül tényleg távozott, a kormányülésen egy kollégájától kért papírra írta meg lemondását, majd egy napra kikapcsolta a telefonját is.

#### A „Bokros-csomag”
A Bokros Lajos nevéhez fűződő, 1995 márciusában bejelentett „Bokros-csomaggal” pénzügyminiszterként meghatározó szerepet játszott az ország gazdasági stabilitásának megteremtésében: elkezdte a szociális ellátórendszer reformját, a felgyorsuló privatizáció bevételeit az államháztartás adósságainak törlesztésére használta fel. Pénzügyminisztersége idején a kormány és a Magyar Nemzeti Bank a hatalmasra duzzadt folyó fizetési mérleg hiányt aktív árfolyampolitikával fogta vissza, a forint csúszó leértékelésével kiszámíthatóbb gazdasági környezetet teremtett.
A „Bokros-csomag” intézkedéseit sok politikai, közgazdasági, illetve alkotmányjogi kritika érte. Sokan még a szükségességét is vitatták, vagy pedig a rendszerváltás utáni elhibázott gazdaságpolitika miatti tűzoltásnak tartották. A baloldalon is sokan (például Ferge Zsuzsa) túlzottan radikálisnak értékelték a pénzügyi megszorításokat. A csomag meghirdetése után több társadalmi csoport (például az egyetemisták és a nagycsaládosok) tüntetésekkel tiltakozott ellene. A magyar közgazdászok is csak a csúszó leértékelést és a vámpótlék bevezetését fogadták egyöntetű szakmai elismeréssel, a többi pénzügyminiszteri intézkedés megalapozottsága vitákat váltott ki és egy részüket az Alkotmánybíróság megsemmisítette. A kiigazítás egészét viszont a nemzetközi pénzügyi intézmények és a befektetők is üdvözölték.
A Horn-kormány a csomag hatására veszített népszerűségéből, ezért sokan ma is ezt tartják az 1998-as választási vereség legfőbb okának – noha mások szerint viszont a reformfolyamat megtorpanása, a politikai demagógia térnyerése, illetve a Tocsik-ügy tehető felelőssé érte. Bokros Lajos kinevezése után alig egy évvel lemondott, azonban miniszteri tevékenysége megteremtette az alapot Magyarország OECD-be való belépéséhez. Számos értékelés szerint a „Bokros-csomag” és a Horn-kormány első időszakában végrehajtott radikális privatizációs program (elsősorban a bankrendszer magánosítása) hozzájárult az 1996 és 2000 közötti időszak gyors gazdasági növekedésének megalapozásához.
A „Bokros-csomag” a korabeli művészvilágot is megmozgatta, ennek legismertebb megjelenése Verebes István és Kern András kabaré-kisfilmje volt, A főgonosz címmel. Orbán Ottó Gondolatok a leégett könyvtárban című versében „kőbaltás miniszter”ként utal rá.

### Köztes évek (1998–2009)
Miniszteri posztjáról való lemondását követően rövid időn belül külföldre távozott: a Világbank Európáért és Közép-Ázsiáért felelős igazgatója lett, többek között Horvátországban és Lengyelországban dolgozott kormánytanácsadóként. 2009 februárjában a Nemzetközi Valutaalap tanácsadójaként járt a krízis sújtotta Ukrajnában.
Burány Sándor, az MSZP kispesti elnöke szerint Bokros 1996-ban újra belépett az MSZP-be, a kispesti szervezetbe, de tagsága később megszűnt, mert nem járt se pártrendezvényekre, se tagdíjat nem fizetett. Maga Bokros azonban határozottan tagadta, hogy belépett volna a pártba.
Rendszeresen publikál külföldön és Magyarországon; 2003 decembere végén az Élet és Irodalomban (ÉS) megjelent, a nagy elosztórendszerek radikális reformját sürgető 130 pontja jelentős visszhangot váltott ki. Az ÉS 2004 tavaszán könyv formájában kiadta az újságban megjelent cikkeit.
Pénzügyminiszterségének tizedik évfordulóján (2005. március) kitüntették volna a Magyar Köztársaság egyik magas állami kitüntetésével, de ezt visszautasította, mivel nem találta megfelelőnek az indoklást. (Kimaradt belőle pénzügyminiszterként végzett munkájának méltatása.)
A Közép-európai Egyetem (CEU) professzora. 2005 decemberétől az intézmény gazdasági irányításáért felelős vezérigazgatójává nevezték ki, ezt a posztot 2008 végéig töltötte be. 2006 januárjában az oktatási és a pénzügyminiszter az Eötvös Loránd Tudományegyetem Gazdasági Tanácsának vezetőjévé nevezte ki. A CEU-n makroökonómiát, költségvetési politikát és a rendszerváltó országok gazdaságpolitikai alternatíváit oktatja.
Angol, spanyol és orosz nyelven felsőfokon beszél, németül középfokon tud, valamint beszél horvátul és románul.[forrás?] Alapfokú szlovák nyelvismerettel rendelkezik.
Bokros Lajos neve több más magyar közgazdászéval együtt (mint Surányi György, Király Júlia, Simor András) szóba került a magyar médiában mint Járai Zsigmond 2007 márciusában távozó Magyar Nemzeti Bank-elnök lehetséges utódja.
2009 januárjában az Élet és Irodalomban A reform kritikus tömege címmel jelentetett meg egy tanulmányt a válságból kivezető úttal kapcsolatban, ami jelentős vitát váltott ki. A tanulmány folytatása februárban jelent meg a Népszabadságban A reform kritikus hiánya címmel.

### Az Európai Parlamentben
2009-ig csak viszonylag távoli kapcsolatot őrzött meg a politikával, bár voltak időszakok, amikor e kapcsolat kevésbé volt távoli. 2006 januárjában Bokrost tiszteletbeli elnökének választotta az MSZP Ésszerűség és felelősség platformja. 2007 májusában azonban lemondott erről a tisztről, miután több kérdésben is vitába keveredett a platformmal, többek közt a platformtól eltérően és az SZDSZ-hez hasonlóan támogatta a több-biztosítós egészségügyi rendszer bevezetését.
2009-ben a Magyar Demokrata Fórum (MDF) országos elnöksége őt kérte fel a párt EP-listavezetőjének. A döntést az MDF országos választmánya 48 : 44 arányban március 7-én megszavazta és ezután többen (például Kószó Péter, Olajos Péter, Csáky András) jelezték, hogy emiatt kilépnek a pártból. Másnap a Hír TV kérdésére válaszolva Bokros nem zárt ki egy MSZP–SZDSZ–MDF válságkoalíciót, amelyet ő vezetne. A 2009-es EP-választáson végül az MDF 5,3 százalékot kapott, így Bokros európai parlamenti mandátumot szerzett. Mivel a következő években eltávolodott az időközben JESZ nevet felvett párttól, 2011 februárjában azt követelték tőle, hogy adja vissza a mandátumát, amit ő megtagadott.

### Kormányfőjelöltsége
2009. március 9-én az MDF elnöke azt javasolta, hogy az Országgyűlés konstruktív bizalmatlansági indítványról szavazva Bokrost állítsa Gyurcsány Ferenc kormányfő helyére.
Amikor Gyurcsány Ferenc 2009. március 21-én az MSZP kongresszusán felajánlotta távozását, a szóba jöhető utódok közül Bokros elsőként jelezte, hogy vállalná a miniszterelnökséget. Bokros jóval korábban, már a 2006-os zavargások után jelezte, hogy elvállalná a kormányfői posztot, akkor azonban nem volt politikai támogatása. Miután Surányi György nem vállalta a felkérést, az SZDSZ – a további tárgyalásokat megszakítva – március 27-én Bokros Lajost nevezte meg jelöltjének, ahogy korábban az MDF is. A külföldről hazatérő Bokros azonban másnap bejelentette, hogy nem vállalja a felkérést, mivel a szocialisták már elutasították programját.
2009. december 12-én az MDF országos küldöttgyűlése nagy többséggel Bokrost választotta a párt miniszterelnök-jelöltjévé a 2010-es országgyűlési választásokra. Az MDF mindössze 2,66%-ot ért el a választásokon, így kiesett a parlamentből. Bokros sem tudott egyéniben győzni, így a továbbiakban az Európai Parlamentben politizál.

### Később
2011. április 21-én létrehozta a Szabadság és Reform Intézetet, az azt fenntartó alapítványnak pedig a kuratóriumi elnöke lett.
2013. április 21-én létrehozta a Modern Magyarország Mozgalom pártot. A párt az egyén, a piac, a magán- és szellemi tulajdon szabadságát akarja képviselni.
2014-ben a MoMa színeiben főpolgármester-jelöltként indul az önkormányzati választáson. Szeptember 29-én Falus Ferenc és Magyar György főpolgármester-jelöltek visszaléptek Bokros javára, bár Falus a sajtótájékoztatón Bokros nevét nem említette, sőt az őt indító Párbeszéd Magyarországért párt később sajtóközleményében kijelentette, hogy nem támogatja Bokrost, mert „a jobbközép Modern Magyarország Mozgalom főpolgármester-jelöltjétől a zöld és baloldali értékek képviseletét nem várhatjuk maradéktalanul el.” Az MSZP a sajtótájékoztatón nem vett részt, Bárándy Gergely, a párt országos etikai bizottságának elnöke úgy nyilatkozott, hogy nem állnak be a volt pénzügyminiszter mögé. A szocialisták fővárosi párttanácsa ennek ellenére Bokros Lajos támogatására szólított fel, viszont a párt szóvivője később kijelentette, hogy az MSZP nem támogatja anyagilag Bokros Lajos kampányát.

## Magánélete, karaktere
Bár nem vallásos, elmondása szerint a református családi hagyomány protestáns etikai sajátosságai nagy hatással voltak életére és egyéniségére.

## Művei
- Bokros Lajos–Surányi György: Piac és pénz a modern gazdaságban; Közgazdasági és Jogi, Bp., 1985
- The role of commercial banks in privatization; BB, Bp., 1993 (Budapest Bank working papers)
- Public finance reform during the transition. The experience of Hungary; szerk. Bokros Lajos, Jean-Jacques Dethier; World Bank, Washington, 1998
- Verseny és szolidaritás; Élet és Irodalom, Bp., 2004
- Accidental occidental. Economics and culture of transition in Mitteleuropa, the Baltic and the Balkan area; CEU Press, Bp.–New York, 2013
- Szabadság és szolidaritás; Élet és Irodalom, Bp., 2019
- Szocializmus: egy eszme tragédiája. Lehetséges? Elkerülhetetlen? Kívánatos?; előszó Bauer Tamás; Kocsis Kiadó, Bp., 2022